# Jono (Cerme)
Jono is een bestuurslaag in het regentschap Gresik van de provincie Oost-Java, Indonesië. Jono telt 1557 inwoners (volkstelling 2010).